# Onciale 0184
- Papyrus
- Onciale
- Minuscules
- Lectionnaire

Le Codex 0184, portant le numéro de référence 0184 (Gregory-Aland), est un manuscrit du Nouveau Testament sur parchemin écrit en écriture grecque onciale.

## Description
Le codex se compose d'une folio. Il est écrit en deux colonnes, de 23 lignes par colonne. Les dimensions du manuscrit sont 29 x 23 cm. Les paléographes datent ce manuscrit du VIe siècle,.
C'est un manuscrit contenant le texte incomplet de la Évangile selon Marc (15,36-37,40-41). 
Le texte du codex représenté est de type alexandrin. Kurt Aland le classe en Catégorie II. 
Lieu de conservation
Il est actuellement conservé à la Bibliothèque nationale autrichienne (Pap. K. 8662) de Vienne.